# Пычим (посёлок)
Пычим — посёлок в Сыктывдинском районе Республики Коми в составе сельского поселения Палевицы.

## География
Расположен на левобережье Вычегды близ речки Пычим на расстоянии примерно 42 км по прямой от районного центра села Выльгорт на север-северо-запад.

## История
Известен с 1940-х годов как Нижний Пычим. В 1949 году здесь находилось 94 высланных граждан, в 1956 году отмечался как посёлок лесозаготовителей, в 1965 году переименован в Пычим. В 1970 году здесь жили 819 человек, в 1979 — 309 человек, в 1989 — 236, из них 50 % русские, 30 % — коми; в 1992 г. — 82 человека.

## Население
Постоянное население составляло 22 человека (русские 54 %, коми 27 %) в 2002 году, 15 — в 2010.